# WRESTLE-1クルーザーディビジョンチャンピオンシップ
WRESTLE-1クルーザーディビジョン王座（レッスル-ワン・クルーザーディビジョンおうざ）は、WRESTLE-1が管理、認定していた王座。

## 歴史
体重制限は200パウンド（90.719kg）。クルーザーディビジョン（クルーザー級）はアメリカにおける軽量級を指すが、基本的に日本のジュニアヘビー級と数値的にほぼ変わらず、WRESTLE-1のクルーザーディビジョンはボクシングに準ずるものである。2015年2月13日、後楽園ホール大会にてカズ・ハヤシがクルーザー級の闘いを提唱。その象徴たるタイトルの創設を要求されたため、2月22日の大阪大会にてカズを破った田中稔の発言及び観客の反応も加味した結果、2015年2月25日に創設を発表した。初代王座はカズと稔を含む8人によりトーナメントで争われる。

## 歴代王者
| 歴代   | 選手                         | 戴冠回数 | 防衛回数 | 獲得日付       | 獲得場所 （対戦相手・その他）   |
| ------ | ---------------------------- | -------- | -------- | -------------- | ------------------------------- |
| 初代   | 田中稔                       | 1        | 5        | 2015年5月5日   | 後楽園ホール カズ・ハヤシ       |
| 第2代  | アンディ・ウー               | 1        | 3        | 2015年9月23日  | 淀川区民センター                |
| 第3代  | 大和ヒロシ                   | 1        | 1        | 2016年1月10日  | 後楽園ホール 返上               |
| 第4代  | 鈴木鼓太郎                   | 1        | 4        | 2016年3月13日  | 後楽園ホール 田中稔             |
| 第5代  | 児玉裕輔                     | 1        | 3        | 2016年8月11日  | 横浜文化体育館                  |
| 第6代  | MAZADA                       | 1        | 1        | 2016年12月9日  | 後楽園ホール                    |
| 第7代  | 吉岡世起                     | 1        | 0        | 2017年3月20日  | 後楽園ホール                    |
| 第8代  | アンディ・ウー               | 2        | 0        | 2017年4月19日  | 後楽園ホール                    |
| 第9代  | MAZADA                       | 2        | 1        | 2017年5月4日   | 後楽園ホール                    |
| 第10代 | アンディ・ウー               | 3        | 0        | 2017年7月16日  | 平野区民ホール                  |
| 第11代 | 吉岡世起                     | 2        | 4        | 2017年9月2日   | 横浜文化体育館                  |
| 第12代 | 児玉裕輔                     | 2        | 4        | 2018年6月13日  | 後楽園ホール                    |
| 第13代 | アンディ・ウー               | 4        | 1        | 2019年4月20日  | 阿賀町三川B&G海洋センター体育館 |
| 第14代 | エル・イホ・デル・パンテーラ | 1        | 2        | 2019年9月1日   | 横浜文化体育館                  |
| 第15代 | 吉岡世起                     | 3        | 1        | 2019年12月26日 | 後楽園ホール 封印               |